# Гельмут Лауберт
Гельмут Лауберт (нім. Helmut Laubert; 5 квітня 1919, Кассель — 16 грудня 2002, Мурнау-ам-Штаффельзе) — німецький офіцер-підводник, капітан-лейтенант крігсмаріне.

## Біографія
9 жовтня 1937 року вступив на флот. З грудня 1939 року служив на легкому крейсері «Нюрнберг». В квітні-жовтні 1940 року пройшов курс підводника. З жовтня 1940 по січень 1941 року — офіцер командного пункту і писар в 2-й флотилії. З 3 березня 1941 року — 2-й вахтовий офіцер на підводному човні U-125. У листопаді-грудні 1942 року пройшов курс командира човна. З 5 січня по 22 серпня 1943 року — командир U-38. З серпня 1943 року — офіцер групи 1-ї навчальної дивізії підводних човнів. У лютому-березні 1944 року перебував на лікуванні. У квітні-грудні 1944 року — командир 4-ї роти 1-го дивізіону 1-ї навчальної дивізії підводних човнів. З 5 січня по 4 квітня 1945 року перебував на будівництві U-3038, яким мав командувати, проте човен не був добудований. З квітня 1945 року — комендант авіабази Бремен-Ноєнландерфельд. 25 квітня 1945 року взятий у полон. 10 травня 1946 року звільнений.

## Звання
- Кандидат в офіцери (9 жовтня 1937)
- Морський кадет (28 червня 1938)
- Фенріх-цур-зее (1 квітня 1939)
- Оберфенріх-цур-зее (1 березня 1940)
- Лейтенант-цур-зее (1 травня 1940)
- Оберлейтенант-цур-зее (1 квітня 1942)
- Капітан-лейтенант (1 січня 1945)